# وزارة الخارجية (السودان)
وزارة الخارجية السودانية هي الوزارة المسؤولة عن العلاقات الخارجية للسودان والتعبير عن السياسة الخارجية السودانية وحماية مصالح الدولة السودانية ومصالح المواطنين السودانيين بالخارج، فضلاً عن تمثيل الدولة السودانية لدى الدول الأخرى والمنظمات الدولية. يشغل الآن المنصب بالوكالة حسين الأمين الفاضل .

## قائمة الوزراء
هذه قائمة بوزراء خارجية السودان:
- مبارك بابكر زروق (1956)
- محمد احمد محجوب (1956-1958)
- سيد أحمد قير (1958-1964)
- محمد احمد محجوب (1964-1965)
- محمد إبراهيم خليل (1965-1966)
- إبراهيم المفتي (1966-1967)
- محمد أحمد محجوب (1967-1968)
- علي عبد الرحمن الأمين (1968-1969)
- بابكر عوض الله (1969-1970)
- جعفر النميري (1970-1971)
- فاروق أبو عيسى (1971)
- منصور خالد (1971-1975)
- جمال محمد احمد (1975-1976)
- محجوب مكاوي (1976-1977)
- منصور خالد (1977)
- رشيد بكر (1977-1980)
- محمد ميرغني مبارك (1980-1984)
- هاشم عثمان (1984-1985)
- إبراهيم طه أيوب (1985-1986)
- زين العابدين الشريف الهندي (1986-1987)
- محمد توفيق احمد (1987)
- مأمون محجوب سنده (1987-1988)
- حسين سليمان أبو صالح (1988-1989)
- حسن الترابي (1989)
- سيد احمد الحسين (1989)
- علي سحلول (1989-1993)
- حسين سليمان أبو صالح (1993-1995)
- علي عثمان طه (1995-1998)
- مصطفى عثمان إسماعيل (1998-2005)
- لام أكول (2005-2007)
- دينق ألور (2007-2010)
- علي أحمد كرتي (2010-2015)
- إبراهيم غندور (7 يونيو 2015 – 19 أبريل 2018)
- محمد عبد الله ادريس (بالوكالة) (2018).
- الدرديري محمد أحمد الدخيري (14 مايو 2018[3] - أبريل 2019)
- أسماء محمد عبد الله (9 سبتمبر 2019 إلى 1 يوليو 2019)
- عمر قمر الدين (9 يوليو 2020 إلى 11 فبراير 2021)[4]
- مريم الصادق المهدي (10 فبراير 2021 إلى 20 نوفمبر 2021)
- علي الصادق (20 يناير 2022 إلى 17 أبريل 2024)[5][6]
- حسين عوض علي (17 أبريل 2024 - 4 نوفمبر 2024)[7][7][8]
- علي يوسف احمد الشريف (4 نوفمبر 2024 - 18 أبريل 2025)[9]
- حسين الأمين الفاضل (18 أبريل 2025 - الآن)[1]

## وصلات خارجية
- موقع وزارة الخارجية السودانية
- صفحة وزارة الخارجية السودانية على موقع التواصل الاجتماعي فيس بوك